# Língua cristã
A língua cristã, português de Malaca, crioulo de Malaca, malaquês, papiá kristáng ou simplesmente papiá, é uma língua crioula de base portuguesa com estrutura gramatical próxima do malaio, falado na Malásia e em Singapura pelos descendentes dos colonizadores portugueses e suas famílias miscigenizadas. Papiá é a pronúncia crioula de papear, i.e., falar, conversar, dizer. Kristáng é a pronúncia de "cristão", posto que a maioria dos falantes do citado crioulo seguiam a religião cristã, oficial em Portugal e seus domínios coloniais ultramarinos.
Um crioulo comum é a língua Kristang, que é uma mistura de português e do dialeto local em Malaca. Kristang se originou em 1511, quando os comerciantes portugueses que chegaram a Malaca precisavam encontrar uma língua comum para mergulhar na cultura e facilitar o comércio.
Diferentemente do que se diz nas histórias da comunidade kristáng em Malaca, a dança do vira não foi introduzida pelos primeiros colonizadores portugueses chegados nas caravelas, mas sim por padres lusitanos enviados nas décadas de 40 e 50 pelo governo português para assistir religiosamente a comunidade crioula e transmitir-lhes um pouco da cultura portuguesa metropolitana.

## Etimologia
Seu endônimo Papia Kristang é tirado do português papear cristão ("conversar com cristão"). O elemento papia do nome é cognato com Papiamento, outro crioulo de base portuguesa falado nas Índias Ocidentais Holandesas.
Existem duas etimologias diferentes para a palavra Kristang. A primeira é histórica e derivada da palavra portuguesa Cristão, que significa cristão.
Isso é advindo através da prática acadêmica ocidental da pesquisa linguística histórica, também através de uma compreensão das conexões muito visíveis no cristianismo e podem entender facilmente como as mudanças morfológicas e fonológicas na palavra Cristão deram origem à palavra Kristang.
No entanto, desde 28 de novembro de 2022, existe uma segunda opção etimológica para interpretar a palavra Kristangnow através da pesca dos sonhos, pelo qual o lexema Kristang é reinterpretado como um calque morfológico da palavra grega xρυσός (crisos), que significa 'ouro', e a palavra holandesa steen, que significa 'pedra'. Além do português e do malaio, as duas línguas mais conhecidas que contribuem para a gramática e o léxico de Kristang, que por si só é uma língua crioula ou indígena mista, a contribuição holandesa tanto para a língua Kristang quanto para a nossa cultura e identidade também tem sido significativa, mas muitas vezes não é tão abertamente reconhecida na esfera pública.

## Distribuição
A língua tem cerca de 800 falantes em Malaca,  dos quais 100 são falantes plenos, do total de 1000 a 2000 que constituem a comunidade actual kristáng na cidade. Há também alguns falantes em Kuala Lumpur e Singapura devido à emigração, havendo menos de 100 falantes fluentes em Singapura e não se conhecendo o estado da língua em Kuala Lumpur. O kristáng é também falado por alguns imigrantes e seus descendentes no Reino Unido, para onde alguns se mudaram após a independência, e também na Austrália, em particular na cidade de Perth, que é um destino popular de retornados na comunidade.
A língua encontra-se ameaçada, com baixa transmissão para a juventude, perdendo importância social para o inglês e o malaio, tendo esforços de revitalização encontrado dificuldades na pandemia do Covid-19.
O Kristang é uma língua crioula de base portuguesa falada principalmente na Malásia e em Singapura. Em Malaca, estima-se que haja cerca de 750 falantes, enquanto em Singapura o número é menor, com aproximadamente 100 falantes. Além disso, pequenas comunidades de falantes podem ser encontradas em outras regiões, como em Perth, na Austrália.
A disseminação do Kristang está intimamente ligada às comunidades de descendentes de portugueses e malaios, conhecidas como "Eurasians" ou "Kristang". Essas comunidades surgiram a partir do século XVI, durante o período colonial português na região. Com o tempo, houve migrações dessas comunidades para outras áreas, contribuindo para a formação de pequenas diásporas de falantes de Kristang.

### Dialetos e Línguas Relacionadas
O Kristang não possui uma diversidade significativa de dialetos internos reconhecidos. No entanto, existem variações linguísticas influenciadas por fatores geográficos e sociais, especialmente entre as comunidades de Malaca e Singapura. Essas variações refletem as influências locais e as interações com outras línguas presentes nessas regiões.
Em relação às línguas relacionadas, o Kristang pertence ao grupo das línguas crioulas de base portuguesa. Dentro desse grupo, está associado ao crioulo malaio-português, que inclui outras variantes crioulas desenvolvidas em áreas do Sudeste Asiático sob influência portuguesa. Essas línguas compartilham características linguísticas devido à base lexical portuguesa combinada com estruturas gramaticais e vocabulário de línguas locais.
A preservação e revitalização do Kristang enfrentam desafios devido ao número reduzido de falantes e à influência predominante de outras línguas na região. Esforços comunitários e acadêmicos têm sido implementados para promover o ensino e o uso do Kristang, com o intuito de assegurar a continuidade dessa língua e cultura únicas.

## História
Interessados em dominar o estratégico estreito de Malaca, por onde escoavam as especiarias oriundas das Filipinas, de Timor-Leste, das Ilhas Molucas e de Macau, os portugueses se apossaram da região em 1511, estabelecendo uma feitoria e um forte, posteriormente tomados pelos Países Baixos por iniciativa da Companhia das Índias Orientais. Ulteriormente toda a região e zonas próximas cairiam sob administração britânica, assim permanecendo até a Segunda Guerra Mundial, quando esteve sob fortes ataques da expansão nipónica no sueste asiático. Atualmente faz parte da Malásia.
Ao chegarem a Malaca, os portugueses se depararam com a cultura Penang, fruto da mestiçagem entre comerciantes chineses e malaias. Paulatinamente, o português se mesclou com o malaio e palavras de origem chinesa. Desta fusão das três línguas surge o papiá kristáng, crioulo de base portuguesa com influências fonéticas e gramaticais dos substratos chinês e malaio. A comunidade de falantes descende principalmente de casamentos entre navegadores portugueses e mulheres locais malaias, assim como de um certo número de migrantes vindos de Goa, eles próprios de ascendência indo-portuguesa.
O kristáng teve uma influência substancial no Patuá macaense, a língua crioula falada em Macau, dado à migração substancial de Malaca após a região ser ocupada pelos holandeses. Mesmo após Portugal perder Malaca e quase todo o contacto em 1641, a comunidade kristáng largamente preservou a sua língua. Devido a melhores condições de vida e trabalho em Singapura, centenas de falantes de Papiá kristáng fixaram-se no país vizinho e levaram o crioulo consigo; porém, com os casamentos com singapureanos a tendência é ao desaparecimento do kristáng em Singapura. Em Malaca a comunidade crioulófona falante de papiá kristáng conta com escola e associação. Foi publicado um dicionário de português-papiá kristáng, e o crioulo e sua comunidade foram tema de um artigo da Revista de Cultura do Instituto da Cultura de Macau.

### História da Língua
O Kristang originou-se no século XVI, após a conquista de Malaca pelos portugueses em 1511. A interação entre os colonizadores portugueses e a população local malaia resultou em casamentos mistos e na formação de uma comunidade mestiça conhecida como "Kristang". Essa comunidade desenvolveu uma língua crioula que incorporava elementos do português e do malaio.
Com a chegada dos holandeses em 1641 e, posteriormente, dos britânicos, a influência portuguesa diminuiu, mas a comunidade Kristang manteve sua identidade linguística e cultural. No entanto, ao longo dos séculos XIX e XX, fatores como a urbanização, a educação em línguas dominantes e a migração contribuíram para o declínio do uso do Kristang.

### História da Documentação
A documentação do Kristang começou no século XIX, com missionários e linguistas registrando aspectos da língua e da cultura Kristang. Um dos primeiros trabalhos significativos foi a publicação de um dicionário e uma gramática por W. G. Shellabear em 1885. Desde então, diversos estudos acadêmicos têm sido realizados para documentar e analisar a língua, visando sua preservação e revitalização. W. G. Shellabear em 1885

### História do Ensino
Tradicionalmente, o Kristang era transmitido oralmente dentro das famílias e comunidades. Com o declínio no número de falantes, iniciativas de revitalização têm sido implementadas. Em Singapura, por exemplo, o projeto "Kodrah Kristang" oferece aulas de Kristang para a comunidade, buscando reverter o processo de perda linguística e promover o uso da língua entre as novas gerações. Kodrah Kristang

## Fonologia
A fonologia do Kristang apresenta consoantes e vogais simples, pensando na origem. O sistema fonológico inclui um conjunto de consoantes e vogais bem definido.

### Consoantes
O inventário consonantal do Kristang inclui os seguintes fonemas:
|                     | Bilabial | Labiodental | Dental | Alveolar | Pós-alveolar | Palatal | Velar   |
| ------------------- | -------- | ----------- | ------ | -------- | ------------ | ------- | ------- |
| Plosiva             | /p/ /b/  |             |        | /t/ /d/  |              |         | /k/ /ɡ/ |
| Nasal               | /m/      |             |        | /n/      |              | /ɲ/     | /ŋ/     |
| Fricativa           |          | /f/ /v/     |        | /s/ /z/  | /ʃ/ /ʒ/      |         |         |
| Aproximante         |          |             |        |          |              | /j/     | /w/     |
| Aproximante lateral |          |             |        | /l/      |              |         |         |

Os fonemas /ʃ/ e /z/ ocorrem principalmente em empréstimos do português. A consoante /ŋ/ ocorre geralmente em posição final de sílaba e é frequente em palavras de origem malaia.

### Vogais
O sistema vocálico do Kristang é composto por cinco vogais:
|             | Anterior | Central | Posterior |
| ----------- | -------- | ------- | --------- |
| Fechada     | /i/      |         | /u/       |
| Semifechada | /e/      |         | /o/       |
| Aberta      | /a/      |         |           |

As vogais podem ocorrer em encontros vocálicos, formando ditongos, principalmente em palavras de origem portuguesa. Ditongos comuns incluem /ai/, /au/ e /oi/.
Parece que as vogais nasais portuguesas /ĩ/, /ẽ/, /ɐ/, /ũ/, /õ/ como tais não aparecem em kristang. Assim pode-se dizer, resumidamente, que em vez das vogais nasais encontramos uma vogal oral + a consoante nasal velar /ŋ/,representado na escrita como ng.

### Tons
O Kristang não é uma língua tonal; ou seja, o tom não é utilizado para distinguir significados entre palavras.

### Transformações fonológicas
Alguns fenômenos fonológicos ocorrem no Kristang, incluindo:
- **Elisão**: Algumas vogais átonas (vogais sem ênfase/entonação) podem ser omitidas na fala rápida.
- **Redução vocálica**: As vogais médias podem ser reduzidas em sílabas não tônicas (que são as sílabas sem ênfase/entonação).
- **Palatalização**: Em alguns casos, sons alveolares podem se tornar palatais em contato com vogais anteriores.

### Fonotática
A estrutura silábica típica do Kristang segue o padrão Consoante-Vogal (CV), embora ocorram também sílabas com estruturas mais complexas, como CVC. Encontros consonantais no início das sílabas são raros e geralmente resultam de empréstimos linguísticos.

### Prosódia
A acentuação do Kristang segue um padrão previsível, com a tonicidade no Kristang geralmente fixa na penúltima sílaba das palavras. No entanto, há exceções, especialmente em palavras emprestadas de outras línguas. A entonação é utilizada para expressar destaques em contextos (nuances) emocionais e estruturais na fala, similar ao que ocorre em outras línguas não tonais. O ritmo é geralmente silábico, semelhante ao português.

### Variações
Existem variações dialetais no Kristang, especialmente entre as comunidades de Malaca e Singapura. Essas diferenças manifestam-se principalmente na pronúncia de certos fonemas e no léxico, influenciadas pelas línguas locais e pelo grau de contato com outras comunidades linguísticas.
Algumas variações regionais e individuais ocorrem, especialmente na pronúncia de consoantes fricativas e nasais. Em algumas variedades, /ʃ/ pode ser realizado como [s], e /ŋ/ pode ser substituído por [n] em certos contextos.

## Ortografia
O Kristang é escrito predominantemente com o alfabeto latino em uma ortografia semipadronizada. A escrita segue a direção horizontal da esquerda para a direita. Como um crioulo baseado no português, a ortografia do Kristang frequentemente reflete a fonologia da língua de maneira relativamente fonética, embora haja algumas variações entre diferentes comunidades de falantes.

### Tabela de Grafema-Fonema
A tabela a seguir apresenta os principais grafemas utilizados na escrita do Kristang, seus correspondentes fonemas em AFI e exemplos de pronúncia baseados em sons equivalentes no português.
| Grafema | Fonema(s) (AFI) | Exemplo de pronúncia                  |
| ------- | --------------- | ------------------------------------- |
| A       | /a/             | "casa" (PT)                           |
| B       | /b/             | "bola" (PT)                           |
| C       | /k/, /s/        | "casa" (PT, /k/), "cima" (PT, /s/)    |
| D       | /d/             | "dado" (PT)                           |
| E       | /e/, /ɛ/        | "tempo" (PT, /e/), "pé" (PT, /ɛ/)     |
| F       | /f/             | "faca" (PT)                           |
| G       | /ɡ/, /ʒ/        | "gato" (PT, /ɡ/), "gelo" (PT, /ʒ/)    |
| H       | ∅ (silencioso)  | Sem som próprio                       |
| I       | /i/             | "lindo" (PT)                          |
| J       | /ʒ/             | "jogo" (PT)                           |
| K       | /k/             | Como "kilo" (PT)                      |
| L       | /l/             | "lago" (PT)                           |
| M       | /m/             | "mão" (PT)                            |
| N       | /n/             | "nuvem" (PT)                          |
| O       | /o/, /ɔ/        | "povo" (PT, /o/), "sol" (PT, /ɔ/)     |
| P       | /p/             | "pato" (PT)                           |
| Q       | /k/             | "quilo" (PT)                          |
| R       | /r/, /ɾ/        | "rato" (PT, /r/), "caro" (PT, /ɾ/)    |
| S       | /s/, /z/        | "sapo" (PT, /s/), "casa" (PT, /z/)    |
| T       | /t/             | "teto" (PT)                           |
| U       | /u/             | "luz" (PT)                            |
| V       | /v/             | "vida" (PT)                           |
| X       | /ʃ/, /ks/       | "xícara" (PT, /ʃ/), "táxi" (PT, /ks/) |
| Z       | /z/             | "zebra" (PT)                          |

### Diacríticos
O Kristang usa poucos diacríticos na escrita cotidiana, mas alguns textos mais formalizados podem empregar acentos para distinguir vogais abertas e fechadas:
´ (agudo): Indica vogal aberta, como em é (/ɛ/) e ó (/ɔ/).
ˆ (circunflexo): Indica vogal fechada, como em ê (/e/) e ô (/o/).

### Regras Ortográficas
1. Dígrafos: Certos sons são representados por combinações específicas de letras:
"ch" representa /ʃ/ (como em "chave" em português).
"nh" representa /ɲ/ (como em "banho" em português).
"lh" representa /ʎ/ (como em "milho" em português).
2. Tonicidade: A acentuação gráfica pode ser usada em materiais didáticos para marcar sílabas tônicas, mas na prática cotidiana, a tonicidade é geralmente determinada pelo contexto.
3. Omissão de letras: Algumas palavras podem ser escritas de maneira simplificada para refletir a pronúncia coloquial, como "ngka" para "nunca" e "ke" para "quê".
O sistema de escrita do Kristang não é rigidamente padronizado, o que resulta em variações ortográficas entre diferentes textos e comunidades de falantes.

## Gramática
A língua Kristang, uma língua crioula de base portuguesa falada principalmente em Malaca, apresenta características gramaticais que refletem sua origem portuguesa e as influências das línguas locais. A seguir, descreve-se as principais características gramaticais dessa língua.

### Artigos Definidos e Indefinidos
Kristang possui artigos  definidos e indefinidos para indicar se algo é específico ou não.

Artigos definidos: "o" (masculino) e "a" (feminino), usados para referir-se a algo específico ou já conhecido pelo falante e ouvinte.
Artigos indefinidos: "um" (masculino) e "uma" (feminino), usados para referir-se a algo não específico ou desconhecido.

### Pronomes Possessivos
Os pronomes possessivos em Kristang são usados para indicar posse e geralmente seguem a mesma estrutura dos pronomes pessoais, com a adição de um possessivo. Eles concordam em gênero e número com o objeto possuído.
Exemplo:
"minha casa" (minha casa)
"seu carro" (seu carro)

### Pronomes Pessoais
Os pronomes pessoais em Kristang, assim como em outras línguas, são usados para referir-se às pessoas do discurso: quem fala (1ª pessoa), com quem se fala (2ª pessoa) e de quem se fala (3ª pessoa). Estes pronomes variam por número (singular e plural) e podem ser divididos da seguinte maneira:

1ª pessoa: yo (singular), mus (plural)
2ª pessoa: bos (singular), bolota (plural)
3ª pessoa: eli (singular), olotu (plural)
Em relação ao português, há diferença na segunda e na terceira pessoa do plural.

### Conjugação Verbal
Os verbos em Kristang são conjugados para indicar o tempo, modo, aspecto, pessoa e número. O sistema verbal é relativamente simples em comparação com o português, mas mantém aspectos importantes de sua origem portuguesa.

#### Tempo
Kristang distingue entre passado, presente e futuro. O tempo passado é marcado pela partícula "já", enquanto o futuro é indicado pela partícula "mai". O presente pode ser expresso sem marcação explícita ou por meio do uso do verbo "ta" (estar) seguido do verbo principal.

Exemplo:
"Eu já comeu" (Eu comi)
"Eu ta comendo" (Eu estou comendo)
"Eu mai come" (Eu comerei)

#### Modo
O modo indicativo é o mais utilizado, mas o subjuntivo também aparece em contextos de desejo ou hipótese, assim como o imperativo, utilizado para dar ordens ou pedidos.

#### Aspecto
O aspecto é geralmente expresso com verbos auxiliares como "ta" (em curso) ou "já" (completado), refletindo a continuidade ou a conclusão de uma ação.

### Ordem da Frase e Alinhamento
Kristang segue uma ordem básica de frases do tipo Sujeito-Verbo-Objeto (SVO), semelhante ao português. No entanto, a flexibilidade da língua permite que, em algumas situações, a ordem da frase seja alterada para dar ênfase a certos elementos da sentença.

Exemplo:
"Eu ta come peixe" (Eu estou comendo peixe)
"Peixe eu ta come" (Peixe, eu estou comendo)
O alinhamento morfossintático de Kristang é do tipo nominativo-acusativo, em que o sujeito de um verbo intransitivo e o agente de um verbo transitivo são tratados da mesma forma, enquanto o objeto do verbo transitivo é marcado de maneira distinta.

## Vocabulário
O vocabulário apresenta forte influência do português arcaico, juntamente com elementos do malaio e de outras línguas da região. Como exemplo, umas expressões comuns e um poema de Malaca a seguir:

### Expressões Comuns
Mutu merseh (port. Muito obrigado)
Teng bong? (port. Estás bem?)
Bong pamiang (port. Bom dia)
Bong atadi (port. Boa tarde)
Bong anuti (port. Boa noite)
yo (port. eu)
bos (port. vós)
bolotudu (port. vós todos, vocês todos)
mai (port. mãe)
pai (port. pai)
muleh (port. mulher)
maridu (port. marido)
bela (port. velha)
belu (port. velho)
Quenino ou Kenino (Port. Pequenino)
godru (port. gordo)
Bonitu (port. bonito)
festa (port. festa)
ungua, dos, tres, kuatu, singku, sez, seti, oitu, novi, des (port. um, dois, três, quatro, cinco, seis, sete, oito, nove, dez)

### Poema de Malacca
Keng teng fortuna ficah na Malaka,
Nang kereh partih bai otru tera.
Pra ki tudu jenti teng amizadi,
Kontu partih logo ficah saudadi.
Ó Malaka, tera di San Francisku,
Nten otru tera ki yo kereh.
Ó Malaka undi teng sempri fresku,
Yo kereh ficah atih moreh.
Tradução em português:
Quem tem fortuna fica em Malaca,
Não quer partir para outra terra.
Por aqui toda a gente tem amizade,
Quando partir logo fica a saudade.
Ó Malaca, terra de São Francisco,
Não há outra terra que eu quero.
Ó Malaca, onde tem sempre ar fresco,
Eu quero ficar até morrer.

### Numeração
Kristang possui três sistemas de contagem divididos entre os de base-10, base-12 e base-16. Os "nanamba" são base-10, os "lusembra" são base-12 e os diseides são base-16. Kristang é o único idioma do mundo com três sistemas de contagem separados atualmente.
| #  | Nominu (Nominal)                    | Ordieru (Ordinal)       |
| -- | ----------------------------------- | ----------------------- |
| 0  | Quebrar                             | kapotru                 |
| 1  | ngua, ungua, ungawa, etc.           | prumiru                 |
| 2  | Dos                                 | Sigundu                 |
| 3  | Três                                | Treseru                 |
| 4  | Kuartu, kuatu, kuatru, quartu, etc. | Kwatandu, kuatandu etc. |
| 5  | Canto                               | Kinteru                 |
| 6  | Seis, ses                           | Sesedu, seiseidu, etc.  |
| 7  | Conjunto                            | Seteru                  |
| 8  | Oitu                                | Oitendu                 |
| 9  | Novi                                | Nobairu, novairu, etc.  |
| 10 | Des                                 | Desentu                 |

O nanamba permite que o Kristang funcione mais rapidamente os cálculos psicoemocionais relacionados à Osura Elisia ou Teoria da Convivificação, e à Teoria da Osura Samaserang ou Ressurreição.
| #      | Nominu (Nominal) | Ordieru (Ordinal) |
| ------ | ---------------- | ----------------- |
| 0      | Seme             | Semetru           |
| 1      | Hieru            | Hierundu          |
| 2      | Vondrong         | Vondrondu         |
| 3      | Lumya            | lumyandu          |
| 4      | Qualquer um      | qualquer um       |
| 5      | Fortrel          | Fortrendu         |
| 6      | Sovi             | Sovendu           |
| 7      | Xagra            | Xagrandu          |
| 8      | vale             | Valandu           |
| Á      | Ostang           | Ostandu           |
| À      | Sinta            | Sintandu          |
| â / 10 | Vadra            | Vadrandu          |

Já a lusembra execução mais rapidamente de cálculos psicocomputacionais relacionados à Teoria da Transfiguração de Osura Spektala.
| #      | Nominu (Nominal)       | Ordieru (Ordinal)          |
| ------ | ---------------------- | -------------------------- |
| 0      | Skizbi                 | esquizbidu                 |
| 1      | Wirung                 | Wirundu                    |
| 2      | Kombros                | Kombrondu                  |
| 3      | Telis                  | Telisu                     |
| 4      | Kedra                  | kedrendu, kedrandu, etc.   |
| 5      | quinsel, kwinsel, etc. | kwinsetru, quinsetru, etc. |
| 6      | Hezna, ezna, etc.      | Heznendu, eznendu, etc.    |
| 7      | Xamba                  | xambendu, xambandu, etc.   |
| 8      | Oimong                 | Oimondu                    |
| 9      | Nava                   | Navandu                    |
| ê      | Reijel                 | Reijentru                  |
| i      | Umpru                  | Umprundu                   |
| Ç      | Serep                  | Serendru                   |
| ú      | Nufri                  | nufrendu, nufrindu, etc.   |
| ã      | Gaja                   | Gajantu                    |
| õ      | Zelya                  | Zelyandu                   |
| ô / 10 | Vahang                 | Vahandu                    |

Por fim, as diseides são os números de pesca dos sonhos e existem para facilitar a execução mais rápida de cálculos psicoemocionais relacionados à Osura Pesuasang ou Teoria da Individuação e permitir a escavação dos aspectos ocluídos da realidade através da pesca dos sonhos.

### Influência do Português e Outras Línguas
A maior parte do vocabulário da língua crioulo de Malaca deriva do português do século XVI, mas também inclui influências do malaio, chinês hokkien e outras línguas regionais. O vocabulário do crioulo de Malaca reflete a rica história de contato entre culturas e a herança linguística da comunidade kristang.